# Jaime I de Borbón-La Marche
Jaime I de Borbón-La Marche (1319 - Lyon, 6 de abril de 1362), noble francés, hijo de Luis I de Borbón y María de Henao. Fue conde de La Marche (1342-1361), conde de Ponthieu (1351-1360) y condestable de Francia (1354-1356). Era bisnieto del rey Luis IX de Francia.

## Biografía
Era hijo de Luis I de Borbón, conde de Clermont y de La Marche, y de María de Avesnes, hija de Juan I, conde de Henao y de Holanda. Es ancestro por línea masculina del rey Enrique IV de Francia.
Combatió en 1341 y 1342, en nombre de Carlos de Blois contra Juan de Montfort, por la sucesión de Bretaña. Después estuvo presente en la Batalla de Crécy (1346), donde fue herido. En 1351, el rey Juan II de Francia le dio el condado de Ponthieu.
En la Batalla de Poitiers (1356), también fue herido y hecho prisionero. En la Paz de Brétigny, firmada en 1360, perdió el condado de Ponthieu, rendido a los ingleses, y luchó para librar al reino de las Grandes Compañías, ejércitos de mercenarios que se dispusieron para saquear las Campañas.

### Matrimonio e hijos
Se casó en julio de 1335 con Juana de Châtillon-Saint-Pol, señora de Condé, Leuze y Carency; con quien tuvo a:
- Isabel (1340-1371).
- Pedro de Borbón (1342-1362), conde de La Marche.
- Juan de Borbón (1344-1393), conde de Castres y Vendôme.
- Jaime de Borbón (1346-1417), señor de Préaux, Dargies, Dangu y Thury.

## Muerte
En una batalla que tuvo lugar en Brignais, cerca de Lyon, contra los Tard-Venus, el conde de La Marche y su hijo mayor fueron fatalmente heridos. De regreso a Lyon, ambos sucumbieron a sus heridas.